# Поганці (фільм, 2022)
«Поганці» (англ. The Bad Guys) — американський комп'ютерно-анімаційний комедійний фільм про пограбування 2022 року. Створений кіностудією DreamWorks Animation на основі популярної серії дитячих книг, написаних Аароном Блабеєм. Режисером стрічки виступив П'єр Перифель, а за її сценарій відповідали Ітан Коен і Гіларі Вінстон. В озвучуванні мультфільму взяли участь Сем Роквелл, Аквафіна, Ентоні Рамос, Марк Марон, Крейг Робінсон, Зазі Бітц, Алекс Борштейн і Річард Айоаді.

## Сюжет
Дія відбувається в Лос-Анджелесі, у всесвіті, де люди та антропоморфні тварини гармонійно існують разом. Харизматичний грабіжник і кишеньковий злодій пан Вовчук очолює «Поганців» — банду, відому своїми відчайдушними крадіжками та видовищними втечами. Окрім Вовчука, до банди входять його заступник та найкращий друг пан Гадський, запальний шибайголова сеньйор Піраньйо, майстер маскування пан Акуляк і хакерка панна Тарантула. Усіх їх суспільство відкидає та боїться через упередження, пов'язані з їхньою видовою приналежністю. Нахабні пограбування банди привертають увагу шефині поліції Лос-Анджелесу Мері Резалс, яка заприсяглася хай там що, але затримати «Поганців» на гарячому та кинути їх за ґрати.
Після того, як губернаторка Каліфорнії Діана Хвостенко в етері місцевого телебачення образила «Поганців», висміявши їхню зарозумілість та передбачуваність, Вовчук переконує свою банду провернути наймасштабніше пограбування століття та викрасти Золотого Дельфіна — нагороду за добрі справи, якою губернаторка має особисто нагородити професора Руперта Мармелада IV, відомого науковця та багатія, за його допомогу місту після нищівного падіння метеорита.
На світській вечірці, організованій з нагоди нагородження, Вовчук випадково допомагає літній жінці втриматися на сходах, що викликає в нього суперечливі почуття щодо злочинного життя. Це, в купі з надихаючою промовою Мармелелада про добро, відволікає Вовчука від крадіжки та затримує втечу усієї банди з вечірки, що, зрештою, призводить до їхнього затримання поліцією.
Під час арешту Вовчук переконує професора Мармелада допомогти йому та його банді виправитися, тим часом потайки розробляючи новий план викрадення нагороди. Мармелад, попри заперечення шефині Резалс, отримує згоду від губернаторки та запрошує «Поганців» до свого маєтку, щоб навчити їх добрим справам. Проте всі спроби Мармелада змінити банду не дають очікуваного результату. Його ідея зі спробою врятувати морських свинок із дослідницької лабораторії зазнає нищівного провалу, бо пан Гадський з'їдає більшість морських свинок, тоді як решта з них розбігаються усім містом.
Незадоволена розголосом, який викликала ця подія, губернаторка Хвостенко вирішує згорнути експеримент, однак м'якшає, коли Вовчук зізнається їй, що він став злочинцем, бо йому було легше вжитися у стереотипно лихий образ, якого від нього очікує суспільство через його вид. Діана визнає, що розуміє його та має надію, що банді вдасться змінитися в кращий бік. Після того, як Вовк рятує кота з дерева, що Мармелад записує та оприлюднює у соціальних мережах, публічний образ банди змінюється.
На іншій світській вечірці, присвяченій відбудові районів Лос-Анджелесу, що постраждали від падіння метеорита, «Поганці» марно намагаються вкрасти валізку з нагородою в шефині Резалс. Вони вирішують вкрасти Золотого Дельфіна під час нагородження. Тим часом, Вовчук, бажаючи кращого життя для себе та своїх друзів і відчуваючи, що закохується в губернаторку, відмовляється від цих намірів. Однак несподівано виявляється, що метеорит було вкрадено і підозра одразу ж падає на «Поганців», яких жорстко затримує поліція. Мармелад зустрічається з «Поганцями» наодинці та розповідає, що насправді це він викрав метеорит, а на перевиховання банди Мармелад погодився лише для того, щоб пізніше їх підставити та вийти сухим з води. Він також зізнається, що саме він був тією літньою жінкою, якій Вовк допоміг на попередній вечірці, що розлютило Вовчука. «Поганців» доправляють до федеральної в'язниці у Тихому океані, неподалік від узбережжя Каліфорнії. Діана не вірить у причетність «Поганців» до викрадення та вирішує з'ясувати все особисто. Вона їде до схованки «Поганців», розташування якої отримала раніше від Вовчука як доказ того, що банда хоче змінитися.
У в'язниці Вовчук зізнається своїй банді, що більше не бажає бути злочинцем і вірить, що «Поганцям» слід покінчити зі злочинним життям. Гадський відкидає його пропозицію, переконаний у тому, що суспільне сприйняття неможливо змінити. Їхня суперечка переростає у бійку, яку перериває лише раптова поява таємничої особи, яка з легкістю долає всю охорону в'язниці та звільняє «Поганців». Таємнича незнайомка виявляється ніким іншою, як губернаторкою Діаною Хвостенко, яка прийшла їх врятувати. Вовчук впізнає її як Багряну Лапу, одну з найвідоміших грабіжниць світу. Губернаторка та «Поганці» тікають з в'язниці на моторному човні. На березі Діана просить «Поганців» допомогти їй зупинити Мармелада. Вовчук погоджується, однак банда відмовляється, тож Діана та Вовчук їдуть без них. Банда вертається до своєї схованки, однак виявляє, що всі їхні набутки та здобич були вилучені Діаною. Коли Гадський ділиться з Акуляком останнім морозиовом у холодильнику, щоб його заспокоїти, «Поганці» усвідомлюють, що Вовчук мав рацію та рушають йому на поміч. Однак Гадський все заперечує та приєднується до Мармелада. Той прагне використати метеорит як основне джерело живлення для пристрою, що здатен керувати думками морських свинок. Мармелад розраховує використати армію морських свинок, щоб без репутаціних втрат повернути собі ті кошти, що він раніше пожертвував на доброчинність.
Тим часом Діана та Вовчук прямують до таємної схованки Багряної Лапи. Діана зізнається Вовчуку, що вона теж колись хотіла вкрасти Золотого Дельфіна і їй це майже вдалося. Коли вона вже збиралася тікати з нагородою, вона усвідомила, що таким чином вона лише підтвердить несправедливі очікування інших щодо себе. Тому Діана не стала красти нагороди, зав'язала зі злочинним життям і пішла в політику, щоб допомагати людям. Спорядившись у її старій схованці, Діана та Вовчук проникають до маєтку Мармелада, щоб викрасти метеорит, однак втрапляють у пастку, підлаштовану Мармеладом і Гадським. Мармелад заявляє, що весь час знав про те, що Діана Хвостенко є Багряною Лапою, адже впізнав її за кільцем з краденим діамантом, який губернаторка лишила собі на згадку про колишнє життя. Щойно Мармелад і Гадський йдуть, Діану та Вовчука рятує решта банди. Разом з Діаною «Поганці» зривають плани Мармелада та викрадають метеорит. Однак замість повернути його у власність штату Каліфорнія, «Поганці» обмінюють метеорит на Гадського, якого Мармелад ледь не вбиває. «Поганці» руйнують його прилад для контролю думок і рятуються.
Майже одразу «Поганців» затримує шефиня Резалс. Діана Хвостенко, вже як губернаторка, намагається заступитися за банду. Губернаторка вирішує розповісти про своє минуле як грабіжниці, але «Поганці» добровільно здаються поліції, щоб цього уникнути. Тим часом Мармелад намагається привласнити собі всі заслуги за повернення метеорита, але шефиня Резалс виявляє, що метеорит є підробкою. Її підкинув Гадський, який лише прикидався поплічником Мармелада. Він замінив справжній метеорит на лампу у вигляді цього метеориту, що зберігалася в маєтку Мармелада. Справжній метеорит, що знаходиться на місці лампи у маєтку, вибухає, що викриває Мармелада як злочинця. Коли лампа падає на Мармелада, то він губить діамант, раніше відібраний у Діани. Шефиня Резалс впізнає діамант як той, що був вкрадений Багряною Лапою багато років тому, тож усі вірять що Мармелад і є Багряною Лапою. Його затримують не лише за власні злочини, а й злочини Багряної Лапи. Тим не менш «Поганців» теж затримують за їхні попередні злочини. Уже по дорозі до в'язниці Вовчук каже Гадському, що це він лишив морозиво у холодильнику.
Через рік після цих подій, «Поганців» достроково випускають з в'язниці за хорошу поведінку. Біля воріт в'язниці їх зустрічає Діана, яка везе їх назад до міста.

## Акторський склад
| Актор          | Роль                           |
| -------------- | ------------------------------ |
| Сем Роквелл    | пан Вовчук                     |
| Аквафіна       | панна Тарантула                |
| Ентоні Рамос   | сеньйор Піраньйо               |
| Крейг Робінсон | пан Акуляк                     |
| Марк Марон     | пан Гадський                   |
| Річард Айоаді  | професор Мармелад              |
| Зазі Бітц      | губернаторка Діана Хвостенко   |
| Алекс Борштейн | начальниця поліції Мері Резалс |
| Лілі Сінґ      | репортерка Міла Білопухнаста   |
| Френк Велкер   | Кітті                          |

### Український дубляж
- Сергій Притула — пан Вовчук
- Михайло Кришталь — пан Гадський
- Артем Пивоваров — сеньйор Піраньйо
- Олександр Педан — професор Мармелад
- Лілія Ребрик — губернаторка Діана Хвостенко
- Іванна Онуфрійчук — репортерка Міла Білопухнаста

## Виробництво

### Розробка
У липні 2017 року кілька кіностудій висловили зацікавленість в адаптації серії книг до повнометражного фільму. У березні 2018 Variety повідомила, що DreamWorks Animation розробляє фільм на основі серії книг, а сценарій буде написаний Ітаном Коеном. У жовтні наступного року повідомлялося, що фільм буде зрежисований П'єром Перифельом, а Коен та Гіларі Вінстон будуть авторами сценарію фільму. Фільм був описаний як такий, що має схожий поворот на жанр пограбування, який «Шрек» зробив у казках і який «Кунг-фу панда» зробив для жанру кунг-фу. Команда працювала дистанційно під час пандемії коронавірусу.

### Акторський склад
28 липня 2021 року було оголошено про акторський склад, а Ітан Коен, автор книги Аарон Блабей та Патрік Г'юз будуть виконавчими продюсерами фільму. У той же день режисер П'єр Перифель оголосив про кастинг персонажів у своєму Instagram.

### Саундтрек
22 червня 2021 року композитор фільму «Людина-павук: Навколо всесвіту» Деніел Пембертон підписав контракт щоб написати саундтрек для фільму.

## Випуск
7 жовтня 2019 було оголошено, що фільм буде випущений у кінотеатрах 17 вересня 2021, потіснивши дату виходу «Примарного Джека». У грудні 2020 року фільм був відкладений через те, що фільм «Бебі бос 2» зайняв своє початкове місце у розкладі прем'єр, хоча було підтверджено, що він отримає нову дату у найближчі тижні у зв'язку з пандемією коронавірусу. У березні 2021 року дата випуску була призначена на 15 квітня 2022. У жовтні 2021 вона була знову перенесена на один тиждень на 22 квітня.
14 грудня у мережі з'явився перший трейлер до мультфільму, а також стала відома офіційна дата виходу в український прокат — 24 березня 2022 року.